# August Fager
August Oliver Nikolay „Gus” Fager (ur. 25 grudnia 1891 w Perniö w Finlandii, zm. 17 listopadae 1967 w Lake Worth na Florydzie) – amerykański lekkoatleta (długodystansowiec), wicemistrz olimpijski z 1924.
Urodził się w Finlandii i nosił pierwotnie nazwisko Fagerström. Zdobył srebrny medal w drużynie w biegu przełajowym na igrzyskach olimpijskich w 1924 w Paryżu (wraz z Earlem Johnsonem i Arthurem Studenrothem), a indywidualnie zajął w tym biegu 8. miejsce. Bieg był rozgrywany w upale i ukończyło go tylko 15 zawodników na 38 startujących.